# Perrierosedum
Perrierosedum é um género botânico pertencente à família Crassulaceae.
1. ↑  «Perrierosedum — World Flora Online». www.worldfloraonline.org. Consultado em 19 de agosto de 2020